# Keeton Motor Company
Keeton Motor Company war ein US-amerikanischer Hersteller von Automobilen.

## Unternehmensgeschichte
Forrest M. Keeton hatte bereits mit der Croxton-Keeton Motor Company Erfahrungen im Automobilbau gesammelt. Im März 1912 gründete er sein eigenes Unternehmen in Detroit in Michigan. Er begann mit der Produktion von Automobilen. Der Markenname lautete Keeton. Anfangs fand die Produktion im ehemaligen Werk der Seitz Auto & Transmission Company statt. Im Januar 1913 wurde die Fabrik der Oliver Motor Truck Company erworben.
1913 nahm ein Rennwagen gesteuert von Bob Burman am Indianapolis 500 teil, schied jedoch aus. Im gleichen Jahr traten Geldprobleme auf. Charles S. Shaffer von der American Voiturette Company übernahm die Mehrheit und wurde Präsident.
Im Januar 1914 erfolgte die Übernahmen durch die American Voiturette Company, die die Produktion unter Beibehaltung des Markennamens bis zum Beginn der Insolvenz im September 1914 fortsetzte.
Anfang 1915 kaufte Keeton die Produktionsanlagen zurück. Er plante Reparaturarbeiten und eine Kleinserienproduktion, die jedoch nicht mehr durchgeführt werden konnte.

## Fahrzeuge
Von 1912 bis 1913 standen zwei Modelle zur Wahl. Der 22 HP hatte einen Vierzylindermotor mit 22 PS Leistung. Der Radstand betrug 305 cm. Der offene Tourenwagen bot Platz für fünf Personen. Der 48 HP hatte einen Sechszylindermotor, der 48 PS leistete. Das Fahrgestell hatte 345 cm Radstand. Überliefert sind ein Riverside Tourenwagen mit sieben Sitzen, ein Meadowbrook Roadster mit zwei Sitzen und ein Tuxedo Coupé mit drei Sitzen.
1914 gab es nur den 34 HP. Der Sechszylindermotor war mit 34 PS angegeben. Der Radstand betrug 345 cm. Die Karosserien waren erneut ein Riverside Tourenwagen mit sieben Sitzen, ein Overbrook Roadster mit zwei Sitzen, Cabriolet mit drei und mit fünf Sitzen, Coupé mit drei Sitzen und Limousine mit sieben Sitzen.

## Modellübersicht
| Jahr      | Modell | Zylinder | Leistung (PS) | Radstand (cm) | Aufbau |
| --------- | ------ | -------- | ------------- | ------------- | --- |
| 1912–1913 | 22 HP  | 4        | 22            | 305           | Tourenwagen 5-sitzig |
| 1912–1913 | 48 HP  | 6        | 48            | 345           | Riverside Tourenwagen 7-sitzig, Meadowbrook Roadster 2-sitzig, Tuxedo Coupé 3-sitzig                                             |
| 1914      | 34 HP  | 6        | 34            | 345           | Riverside Tourenwagen 7-sitzig, Overbrook Roadster 2-sitzig, Cabriolet 3-sitzig und 5-sitzig, Coupé 3-sitzig, Limousine 7-sitzig |